# Waldemar Lipka-Chudzik
Waldemar Lipka-Chudzik (ur. 22 lutego 1938 w Stoczku) – polski prawnik i dyplomata; konsul generalny w Nowym Jorku oraz Wilnie.

## Życiorys
Uczęszczał do liceum w Pasłęku. Ukończył prawo. Następnie zdał egzamin sędziowski i uzyskał uprawnienia radcy prawnego.
Karierę zawodową rozpoczął w sądzie wojewódzkim. Następnie pracował w Ministerstwie Spraw Wewnętrznych jako radca prawny. Później pracował w Misji Wojskowej w Berlinie. Od 1981 do 1985 był Konsulem Generalnym PRL w Nowym Jorku. W latach 1986–1989 wicedyrektor Departamentu Konsularnego Ministerstwa Spraw Zagranicznych. W 1994 został doradcą ministra Mirosława Pietrewicza w zakresie koordynacji w skali kraju spraw polonijnych, zajmował się problematyką działania resortu na Wschodzie. Od 1996 do 1998 Konsul Generalny RP w Wilnie.
Zna angielski i niemiecki.
W 2016 nakładem wydawnictwa CB ukazała się jego powieść „Między pokusą a kuszeniem. Dylematy oficera wywiadu”.